# Museumseisenbahn Goes–Borsele
| Dampflokomotive im Bahnhof von Kwadendamme |                      |                                                 |                                                 |
| Streckenlänge: | 13,3 km              |                                                 |                                                 |
| Spurweite: | 1435 mm (Normalspur) |                                                 |                                                 |
| |                      |                                                 |                                                 |
| \| \| \| von/nach Roosendaal \| \| \| \| \| \| \| \| \| 0,0 \| Goes (NS) \| Goes (NS) \| \| \| \| von/nach Vlissingen \| \| \| \| 0,20 \| Goes-Borsele (SGB) \| Goes-Borsele (SGB) \| \| \| 15,20 \| Bosscheweg \| Bosscheweg \| \| \| 4,80 \| ’s-Gravenpolder – ’s-Heer Abtskerke \| ’s-Gravenpolder – ’s-Heer Abtskerke \| \| \| 6,00 \| Nisse \| Nisse \| \| \| 7,70 \| Kwadendamme \| Kwadendamme \| \| \| 10,70 \| Hoedekenskerke \| Hoedekenskerke \| \| \| 13,10 \| Baarland (wird aktuell (2023) nicht angefahren) \| Baarland (wird aktuell (2023) nicht angefahren) \| \| \| 13,30 \| Strecke ab hier außer Betrieb \| Strecke ab hier außer Betrieb \| \| \| 15,20 \| Oudelande \| Oudelande \| \| \| 15,30 \| Strecke ab hier abgebaut \| Strecke ab hier abgebaut \| \| \| 0 \| Ellewoutsdijk \| Ellewoutsdijk \| \| \| 0 \| Driewegen-Overzande \| Driewegen-Overzande \| \| \| 0 \| St. Anthonypolder \| St. Anthonypolder \| \| \| 0 \| Westeindschedijk \| Westeindschedijk \| \| \| 0 \| Borssele \| Borssele \| \| \| 0 \| Borsselschedijk \| Borsselschedijk \| \| \| 0 \| Nieuwdorp \| Nieuwdorp \| \| \| 0 \| ‘s-Heerenhoek \| ‘s-Heerenhoek \| \| \| 0 \| Nieuwdorp \| Nieuwdorp \| \| \| 0 \| Nieuwe Kraaijertpolder \| Nieuwe Kraaijertpolder \| \| \| 0 \| Oudelandscheweg \| Oudelandscheweg \| \| \| 0 \| Heinkenszand \| Heinkenszand \| \| \| 0 \| Oude Nieuwlandpolder \| Oude Nieuwlandpolder \| \| \| 0 \| ’s-Heer Arendskerke \| ’s-Heer Arendskerke \| \| \| 0 \| Goes \| Goes \| |                      |                                                 |                                                 |
| Strecke |                      | von/nach Roosendaal                             | von/nach Roosendaal                             |
| Verschwenkung von links · Verschwenkung von rechts |                      |                                                 |                                                 |
| Bahnhof · Strecke | 0,0                  | Goes (NS)                                       | Goes (NS)                                       |
| Strecke nach rechts · Verschwenkung nach rechts |                      | von/nach Vlissingen                             | von/nach Vlissingen                             |
| Bahnhof | 0,20                 | Goes-Borsele (SGB)                              | Goes-Borsele (SGB)                              |
| ehemaliger Bahnhof | 15,20                | Bosscheweg                                      | Bosscheweg                                      |
| Bahnhof | 4,80                 | ’s-Gravenpolder – ’s-Heer Abtskerke             | ’s-Gravenpolder – ’s-Heer Abtskerke             |
| Bahnhof | 6,00                 | Nisse                                           | Nisse                                           |
| Bahnhof | 7,70                 | Kwadendamme                                     | Kwadendamme                                     |
| Bahnhof | 10,70                | Hoedekenskerke                                  | Hoedekenskerke                                  |
| Bahnhof | 13,10                | Baarland (wird aktuell (2023) nicht angefahren) | Baarland (wird aktuell (2023) nicht angefahren) |
| Strecke | 13,30                | Strecke ab hier außer Betrieb                   | Strecke ab hier außer Betrieb                   |
| ehemaliger Bahnhof | 15,20                | Oudelande                                       | Oudelande                                       |
| | 15,30                | Strecke ab hier abgebaut                        | Strecke ab hier abgebaut                        |
| Bahnhof (Strecke außer Betrieb) | 0                    | Ellewoutsdijk                                   | Ellewoutsdijk                                   |
| Bahnhof (Strecke außer Betrieb) | 0                    | Driewegen-Overzande                             | Driewegen-Overzande                             |
| Bahnhof (Strecke außer Betrieb) | 0                    | St. Anthonypolder                               | St. Anthonypolder                               |
| Bahnhof (Strecke außer Betrieb) | 0                    | Westeindschedijk                                | Westeindschedijk                                |
| Bahnhof (Strecke außer Betrieb) | 0                    | Borssele                                        | Borssele                                        |
| Bahnhof (Strecke außer Betrieb) | 0                    | Borsselschedijk                                 | Borsselschedijk                                 |
| Bahnhof (Strecke außer Betrieb) | 0                    | Nieuwdorp                                       | Nieuwdorp                                       |
| Bahnhof (Strecke außer Betrieb) | 0                    | ‘s-Heerenhoek                                   | ‘s-Heerenhoek                                   |
| Bahnhof (Strecke außer Betrieb) | 0                    | Nieuwdorp                                       | Nieuwdorp                                       |
| Bahnhof (Strecke außer Betrieb) | 0                    | Nieuwe Kraaijertpolder                          | Nieuwe Kraaijertpolder                          |
| Bahnhof (Strecke außer Betrieb) | 0                    | Oudelandscheweg                                 | Oudelandscheweg                                 |
| Bahnhof (Strecke außer Betrieb) | 0                    | Heinkenszand                                    | Heinkenszand                                    |
| Bahnhof (Strecke außer Betrieb) | 0                    | Oude Nieuwlandpolder                            | Oude Nieuwlandpolder                            |
| Bahnhof (Strecke außer Betrieb) | 0                    | ’s-Heer Arendskerke                             | ’s-Heer Arendskerke                             |
| Bahnhof | 0                    | Goes                                            | Goes                                            |

Die Museumseisenbahn Stoomtrein Goes–Borsele (SGB) ist eine historische Eisenbahn, die von Goes über Kwadendamme bis Hoedekenskerke in der niederländischen Provinz Zeeland verkehrt. Das Museum bezeichnet sich selbst als fahrendes Museum und nennt zahlreiche betriebsfähige Lokomotiven und Wagen ihr eigen. Die Gründung erfolgte im Jahre 1971, damit einher ging die Rettung des letzten noch existierenden Abschnitts einer historischen regionalen Eisenbahn (niederländisch Tramlijn).
Während der Fahrtage verkehren Züge mit historischen Diesellokomotiven, die an allen Zwischenstationen halten. Züge mit Dampftraktion stoppen nur an den Bahnhöfen von Goes, Kwadendamme und Hoedekenskerke. Die restliche noch erhaltene Strecke bis Baarland wird 2023 nicht befahren.
Die Bahn bietet ihre Fahrten hauptsächlich im Sommer an (Hauptverkehrszeit im Juli und August, in diesen Monaten auch unter der Woche). Ansonsten findet der Verkehr an Wochenenden  sowie zu besonderen Anlässen (z. B. Halloween) statt. Es besteht die Möglichkeit, Fahrten auch privat zu buchen.

## Strecke
Die rund 13 km lange Strecke beginnt in Goes, wo eine Gleisverbindung mit der Bahnstrecke Roosendaal–Vlissingen besteht. Der Bahnhof der SGB in Goes liegt etwa 500 m südwestlich des Bahnhofs Goes der Nederlandse Spoorwegen (NS). Die Museumsstrecke ist ein Reststück der sogenannten Ringbahn Goes – Hoedekenskerke – Goes der ehemaligen Spoorweg-Maatschappij Zuid-Beveland (SZB), die in der Provinz Zeeland verschiedene Strecken betrieb. Hinter dem heutigen Streckenende in Baarland verlief die Strecke früher u. a. über Oudelanden, Nieuwdorp, Heinkenszand und ’s-Heer Arendskerke zurück nach Goes.
Nachdem erste Planungen zur Erschließung des Gebietes bereits seit 1890 gemacht wurden begannen die Bauarbeiten erst in den 1920er Jahren nach dem Ersten Weltkrieg. Die Eröffnung fand am 18. Mai 1927 statt. Zwar wurde noch 1966 eine neue Strecke zur Anbindung des Vlissinger Hafens errichtet (Sloelijn), doch auch diese Maßnahme brachte nicht die erhoffte Verbesserung, so dass der Gesamtverkehr zum 1. Dezember 1971 eingestellt wurde. Der Museumsverkehr auf dem Reststück begann nur wenige Jahre danach.
Die Museumsbahn trägt den Status eines nationalen Denkmals.

## Fahrzeuge
Die Museumsbahn verfügt über eine Flotte von siebzehn Lokomotiven – neun Diesellokomotiven, sechs Dampflokomotiven sowie zwei Elektrolokomotiven mit dem niederländischen Stromsystem von 1,5 kV Gleichspannung, wobei die Strecke selbst über keine Oberleitungsanlagen verfügt. Zusätzlich befinden sich noch drei mit Diesel betriebene Verbrennungstriebwagen in der Sammlung.